# Ippomanzia
L'ippomanzia è l'arte del divinare mediante l'osservazione e l'interpretazione dei nitriti e dei movimenti dei cavalli.